# Distrito de Raipur
Raipur (en Hindi: रायपुर जिला) es un distrito de la India en el estado de Chhattisgarh. Código ISO: IN.CT.RP.
Comprende una superficie de 13083 km².
El centro administrativo es la ciudad de Raipur.

## Demografía
Según censo 2011 contaba con una población total de 4062160 habitantes, de los cuales 2 013 304 eran mujeres y 2 048 856 varones.